# Эль-Безаз, Наима
Наима Эль-Безаз (3 марта 1974, Мекнес или Марокко — 7 августа 2020, Алфен-ан-ден-Рейн, Южная Голландия) — нидерландская писательница марокканского происхождения, читавшая лекции и писавшая рассказы, эссе и статьи.

## Биография
Эль-Безаз родилась в Мекнесе, Марокко, и иммигрировала в Нидерланды вместе со своей семьёй, когда ей было четыре года. После окончания средней школы она поступила в колледж, но бросила его, чтобы начать карьеру писательницы.
На лекции она познакомилась с писательницей Ивонн Кроненберг, которая привела её в издательство Uitgeverij Contact, в результате чего вышла её первая книга De weg naar het noorden. Это произведение было опубликовано в 1995 году, и получило премию «Jenny Smelik-IBBY-prijs» — премию для авторов детской и юношеской литературы, посвящённой детям из числа меньшинств в Нидерландах. Роман стал очень популярен среди голландской молодёжи. В 2002 году вышла её вторая книга «Minnares van de duivel» — сборник рассказов, ставший бестселлером. В телевизионном шоу Kopspijkers она прочитала откровенный отрывок из своей книги, вызвав гнев мусульман и христиан. В сентябре 2006 года вышла её третья и самая спорная книга «De verstotene», содержащая откровенный контент и критику религиозного догматизма. Uitgeverij Contact назвал книгу «Марокканско-голландскими турецкими фруктами», ссылаясь на известный нарушающий табу роман Яна Волкерса.
Эль-Безаз много лет боролась с депрессией. Она покончила с собой 7 августа 2020 года после того, как экстремистские группы несколько раз угрожали ей за её тексты, которые были сочтены «шокирующими».

## Произведения
- De weg naar het noorden (1995)
- Minnares van de duivel (1999)
- De verstotene (2006)
- Het gelukssyndroom (2008)
- Vinexvrouwen (2010)
- Méér Vinexvrouwen (2012)
- In dienst van de duivel (2013)